# Cal Gili (Montmajor)
Cal Gili és una masia de la parròquia de Sorba, al municipi de Montmajor, el Berguedà. Cal Gili és un edifici considerat patrimoni immoble que té un ús residencial i és de titularitat privada que està en bon estat de conservació i no gaudeix de protecció. Està inventariat com a patrimoni amb el número IPA-3507.

## Situació geogràfica
Cal Gili està a l'est de l'església de Santa Maria de Sorba, aproximadament a 1 km de distància. Està al costat de Ca n'Estruc, molt a prop de la frontera amb el municipi de Navès.

## Estil i descripció
Cal Gili és una masia que té la planta basilical i el carener perpendicular a la façana que està orientada a migdia i té una coberta amb doble vessant. Té planta baixa, dos pisos i golfes. La façana a la banda septentrional és la típica de les masies del segle xviii, té una eixida de dos arcs de mig punt al primer pis i una altra similar al segon pis i les obertures d'aquesta façana són simètriques.

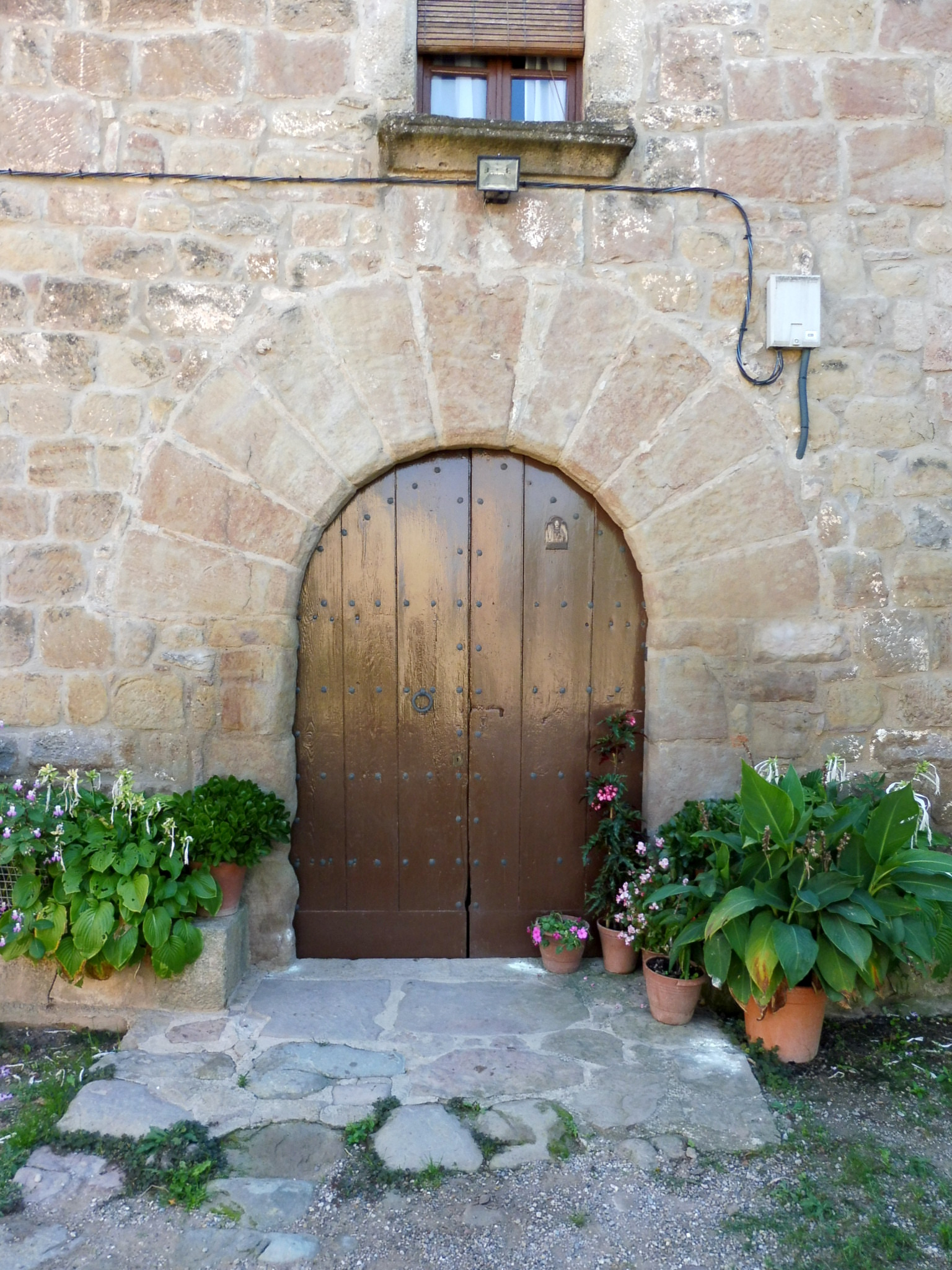
La portada

La planta de Cal Gili és basilical i té tres crugies que té una forma trepazoïdal, ja que el mur del costat de migdia no segueix l'eix de simetria. La façana principal està situada a la banda occidental i té la porta principal d'arc de mig punt adovellat, una finestra al centre del primer pis que té una llinda datada del 1649 i dues finestres al segon pis, una de les quals està al centre de simetria. Hi ha espitlleres a tot el volt de la planta baixa. En aquesta planta hi ha un celler a la banda del nord-est que està cobert amb una volta de canó. Una sòlida escala de graons de pedra fa accessible el primer pis.
La sala principal està situada a la crugia central i té habitacions als dos costats i al fons té una eixida amb dues portes amb llindes de pedra, en una de la qual hi ha la inscripció JOSEPH Y MARGAYDA GRA i en l'altre la data de 1782, una creu i el crismó. Al seu interior no hi ha cap més element històric però hi ressalten els grossos carreus amb els quals s'han construït els murs del mas i que es veuen a la planta baixa. A prop de la casa hi ha un forn d'obra.

## Història
Es creu que aquesta casa es va construir al segle xvii reaprofitant una estructura anterior que podia ser una casa forta que estava bastida amb grans carreus i amb espitlleres a la planta baixa. El primer pis, tal com mostra la inscripció de la llinda de la finestra de la façana, es va reconstruir el primer pis. El 1796 el propietari de la casa era Gili Jordana de Codonyet, que el va vendre a Armenter Franch. Els noms anteriors de la casa foren mas Costa del Gra i cal Guillema. En el fogatge de 1553 ja hi surt esmentat Gili Jordana, cosa que indica que podria ser el seu propietari des dels orígens de la casa. El mossèn Miquel Miralles esmenta el mas a la consueta de 1757.
Els propietaris tenen alguns documents de finals del segle xix i inicis del segle XX i un document de compravenda de 1796. Els actuals propietaris són els que donen el nom a la casa, que posseeixen des de finals del segle xix.